# Spectatoriaal tijdschrift
Spectatoriale tijdschriften waren een in de achttiende eeuw populair soort periodieken waarin maatschappelijke, godsdienstige en letterkundige zaken worden behandeld, hoofdzakelijk in essayvorm.
In Engeland had de essayist Richard Steele het tijdschrift The Tatler opgericht, dat tussen 1709 en 1711 verscheen. Hieraan had ook Joseph Addison meegewerkt. Vervolgens richtten deze beide vrienden op 1 maart 1711 The Spectator op, met tot 6 december een oplage van 555 nummers. In 1714 blies Addison het blad nieuw leven in, hetgeen nog tot 80 afleveringen leidde. 
Deze frequent verschijnende koffiehuisgeschriften voor een doorsneepubliek met brede culturele belangstelling vonden in Frankrijk, Duitsland en in Nederland frequent navolging. Dit leidde tot de zogheten spectatoriale geschriften. Vaak voeren zij het woord "Spectator" in de titel. Die spectator, letterlijk "toeschouwer", is het masker waarachter zich de auteur verschuilt. Vaak is de auteur anoniem, waarbij hij wel pretendeert dat hij niet één persoon is, maar een groep.
In Frankrijk ontstond Le Spectateur français. Het bekendste Nederlandse voorbeeld is De Hollandsche Spectator van Justus van Effen, gestart in 1731. Van Effen schreef over uiteenlopende onderwerpen: mode, opvoeding, weelde, het studentenleven, literatuur, taalkunde en godsdienst. 
Naar voorbeeld van The Spectator richtte Mark Prager Lindo, beter bekend als Den Ouden Heer Smits, richtte in 1856 het tijdschrift De Nederlandsche Spectator op, dat hij zelf vol met halfserieuze maatschappijkritische geschriften in de vorm van opstellen en schetsen.
De eerste uitgave van de Militare Spectator vond plaats op 29 januari 1832.
The Spectator is ook de naam van het oudste nog bestaande weekblad ter wereld. Het is een conservatief Brits weekblad, opgericht in 1828.
Dit artikel of een eerdere versie ervan is (gedeeltelijk) gebaseerd op een lemma van de website www.cultureelwoordenboek.nl , dat onder de licentie Creative Commons Naamsvermelding/Gelijk delen is vrijgegeven.